# Calipuy
Calipuy es una localidad peruana ubicada en el distrito de Santiago de Chuco de la provincia de Santiago de Chuco del Departamento de La Libertad. Se ubica a unos 130 kilómetros al sureste de la ciudad de Trujillo. Cerca de esta localidad se ubica la Reserva nacional de Calipuy.